# Rudolf Pilát
Rudolf Pilát (26. března 1875 Bavorov – 18. října 1946 Praha) byl český a československý národohospodář, bankéř, slovakofil, horolezec, politik a poslanec Revolučního národního shromáždění Republiky československé za slovenskou reprezentaci.

## Biografie
Už koncem 19. století se angažoval v řadách slovakofilské české inteligence. Byl ředitelem Živnobanky. V roce 1903 byl vyslán na Slovensko a později publikoval studii, ve které se zabýval otázkami hospodářského povznesení Slovenska a turistického využití Tater. Už počátkem 20. století se také zaobíral myšlenkou spojení českých zemí a Slovenska.
Byl aktivní i jako horolezec v pražském Klubu alpinistů československých.
Zasedal v Revolučním národním shromáždění. Ač Čech, zasedal v parlamentu v klubu slovenských poslanců. Profesí byl ředitelem banky.

## Dílo
- Cvičné skály a horolezectví v Československu; Nákladem KAČS v Praze, 1938 (horolezecký průvodce)